# 爱德华·怀特
爱德华·希金斯·怀特二世（英語：Edward Higgins White, II，1930年11月14日—1967年1月27日）曾是一位美国国家航空航天局的宇航员，执行过双子星4号以及阿波罗1号任务。执行双子星4号任务时，怀特成为了第一个进行太空漫步的美国人。

## 早年
怀特出生于得克萨斯州的圣安东尼奥，1952年在西点军校获得科学学士学位，1959年在密歇根大学获得航空工程硕士学位。怀特在美国空军的军阶是中校，飞过以及喷气式战斗机。作为航天师的试飞员，怀特有着3000小时的战斗机飞行时间，其中2200小时飞的是喷气式战斗机。怀特和妻子帕特丽夏·范甘·怀特(Patricia Finegan White)育有女儿波妮·林恩(Bonnie Lynn)和儿子爱德华三世(Edward III)。

## 宇航员生涯

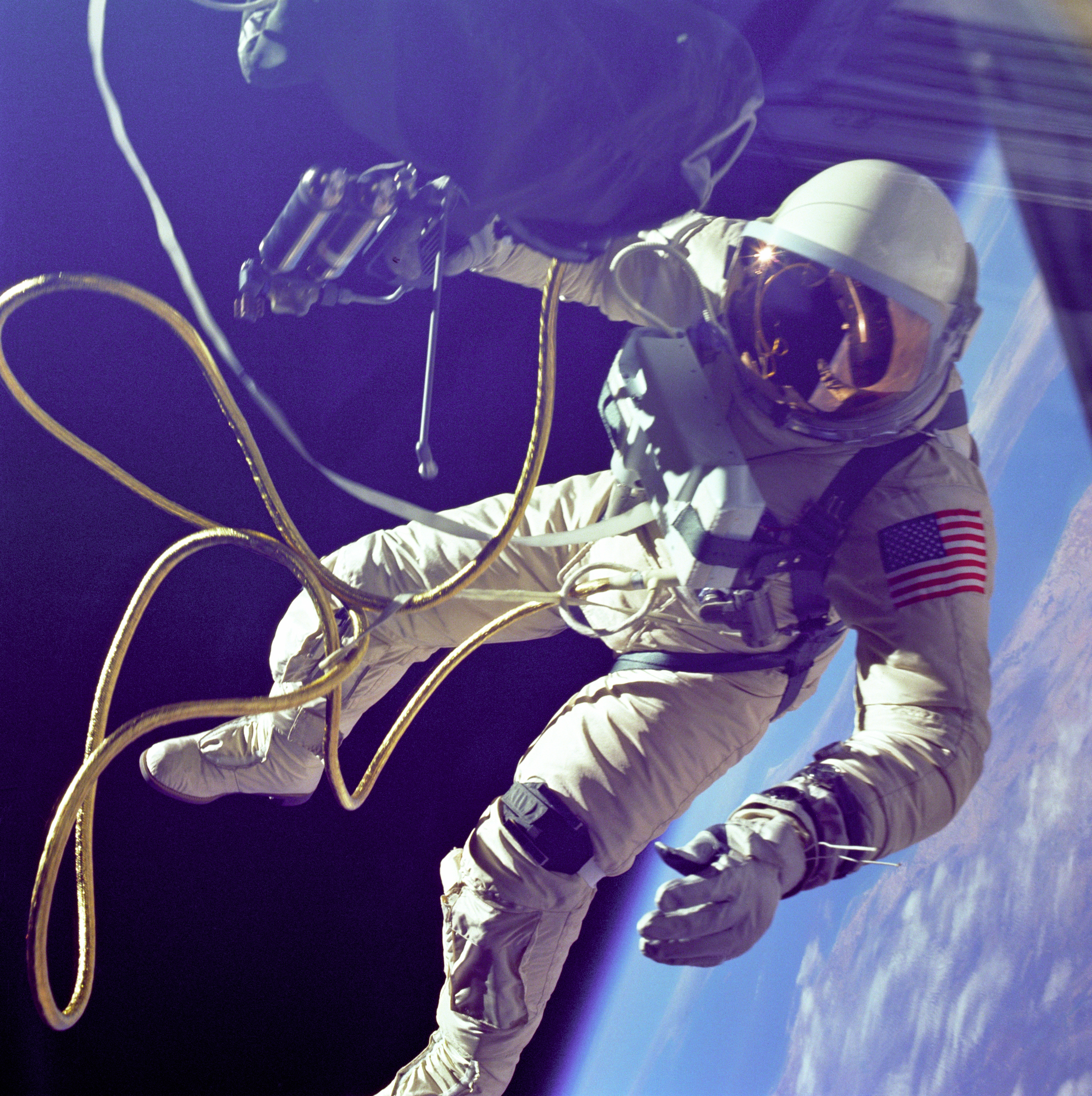
怀特正在进行美国第一次太空漫步

1962年，爱德华·怀特被选入第二组宇航员。作为双子星4号任务的驾驶员，他是美国第一个进行太空漫步的人，同时也是双子星7号后备驾驶员。此外，怀特还被培训成为了阿波罗指令/服务舱的飞行控制系统的专家。按照惯例，爱德华·怀特应当参与双子星10号任务，进行第二次轨道飞行。但是在1966年，他被选为第一次阿波罗计划飞行任务的指令舱驾驶员。
不幸的是，计划中将于1967年2月发射的阿波罗1号于1月27日进行一次例行测试时，指令舱突然发生了大火，爱德华·怀特与其他两名宇航员维吉尔·格里森和罗杰·查菲15秒内全部不幸遇难。当时他们正在34号发射台土星1B号运载火箭顶部的阿波罗飞船座舱里面。因为当时土星1B火箭并没有注入推进剂，所以火箭并不会着火，阿波罗飞船也不会着火，也没有人想到航天器会在地面着火，所有的烟火装置或者被拆除或者被移走，而大火却突然发生了。
事后，一个专门小组对这场事故作了详尽的调查，但没有弄清着火的确切原因。他们对事故做了鉴定，起火的最可能原因是飞船导线发生短路，而阿波罗飞船座舱裡使用的百分之百氧气又使火势加剧。另一个导致宇航员死亡的因素是宇航员进入座舱的舱门需要九十秒钟才能打开。这场火灾导致了宇航局重新评价阿波罗航天器舱内所使用的材料。
怀特死后被按照军礼安葬于西点军校。如果怀特没有死于那场事故的话，他应该在日后的阿波罗计划中执行任务并在月球上留下自己的脚印。1997年，怀特被追授了国会太空荣誉勋章。

## 螢幕上的怀特
在电影阿波罗13号中，怀特由斯蒂芬·鲁格（Steven Ruge）扮演，在1998年的连续短剧《从地球到月球》中，怀特由克里斯·伊萨克扮演。